# 秋沢芳馬
秋澤 芳馬/秋沢 芳馬（あきざわ よしま、1869年12月31日（明治2年11月29日） - 1971年（昭和46年）7月20日）は、日本の海軍軍人。海軍少将従四位功三級。高知県出身。

## 経歴
元土佐勤王党員および近衛砲兵大尉・秋沢貞之の二男として生まれる。1891年（明治24年）7月、海軍兵学校18期を61名中9位で卒業。卒業後は「比叡」乗組となる。1894年（明治27年）3月、海軍少尉に任官。「厳島」分隊士、横須賀鎮守府海兵団分隊士、砲術練習所学生を経た後、「橋立」分隊士として日清戦争に出征した。1897年（明治30年）12月、海軍大尉に進級し、「高雄」分隊長、「千代田」砲術長、海兵砲術教官、「筑波」分隊長、「金剛」「千歳」の各砲術長を歴任し、1903年（明治36年）9月、海軍少佐に進級。
日露戦争時は「千歳」砲術長として出征。日本海海戦には「八雲」砲術長として参加した。その後は「朝日」砲術長や東宮武官を勤めた後、1907年（明治40年）9月、海軍中佐に進級。「生駒」副長、横須賀海兵団副長、「最上」副長、「新高」艦長などを経て、1913年（大正2年）12月、海軍大佐に進級した。
呉海兵団団長、「丹後」艦長、台湾総督府海軍参謀長を経て、1916年（大正5年）12月、「伊勢」艤装員長を任ぜられ、翌年の竣工と共に初代艦長に着任。
1918年（大正7年）12月、海軍少将に進級と同時に待命。1919年（大正8年）8月、予備役に編入され、1930年（昭和5年）11月に退役となった。
1947年（昭和22年）11月28日、公職追放仮指定を受けた。1971年（昭和46年）7月、101歳で死去。

## 栄典
位階
- 1894年（明治27年）4月16日 - 正八位[2]
- 1898年（明治31年）3月21日 - 正七位[3]
- 1903年（明治36年）5月20日 - 従六位[4]
- 1907年（明治40年）11月30日 - 正六位[5]

勲章
- 1895年（明治28年）11月18日 - 勲六等単光旭日章[6]明治二十七八年従軍記章[7]
- 1905年（明治38年）5月30日 - 勲四等瑞宝章[8]
- 1906年（明治39年）4月1日 - 功四級金鵄勲章・旭日小綬章・明治三十七八年従軍記章[9]
- 1919年（大正8年）12月15日 - 大正三年乃至九年戦役従軍記章[10]・戦捷記章[11]
- 1940年（昭和15年）11月10日 - 紀元二千六百年祝典記念章[12]

## 親族
- 義子 立花止（海軍大佐）